# Атюшов, Виталий Георгиевич
Виталий Георгиевич Атюшов (4 июля 1979, Пенза) — российский хоккеист, защитник. Заслуженный мастер спорта России (2010).

## Карьера
Воспитанник хоккейной школы «Дизель» и «Крылья Советов». В 1995—1996 играл в клубе «Крылья Советов-2» (Москва). 1996—1998, 1999 — «Крылья Советов» (Москва) — 30 игр, 2 очка (1+1) в суперлиге. В 1998 — «Дизелист» (Пенза) — 22 игры в суперлиге. В 1999—2002 — «Молот-Прикамье» (Пермь) — 136 игр, 27 очков (11+16) в суперлиге. В 2002—2003 — Ак Барс (Казань) — 36 игр, 9 очков (0+9) в суперлиге. В 2003 году перешёл в магнитогорский «Металлург», в составе которого завоевал награды всех достоинств в чемпионатах страны, а также стал обладателем Кубка Шпенглера в 2005 и Кубка европейских чемпионов в 2008, стал бронзовым призёром КХЛ 2008/2009 и играл в финале Лиги чемпионов. С 2008 года по 2011 год являлся капитаном «Металлурга». После сезона 2010/2011 подписал контракт с клубом «Салават Юлаев» (Уфа). В июне 2013 года перешёл в «Атлант».
Всего в суперлиге — 541 игра, 193 очка (57+136), в КХЛ — 239 игр, 108 очков (23+85). Участник матча звёзд КХЛ (2010).
Провёл более 50 матчей за сборную команду России, в составе которой стал бронзовым призёром на Чемпионате мира в Москве в 2007 году и чемпионом мира в 2009 году. Включался в расширенный список игроков для подготовки к Олимпийским играм 2010 года.
Преподавал в сочинском образовательном центре «Сириус». 19 апреля 2021 стал тренером защитников клуба «Сибирь» (Новосибирск). В 2023 перешёл на аналогичную работу в клубе «Амур». Летом 2025 года стал старшим тренером в клубе «Динамо» (Санкт-Петербург).

## Награды
- Благодарность Президента Российской Федерации (30 июня 2009) — за большой вклад в победу национальной сборной команды России по хоккею на чемпионатах мира в 2008 и 2009 годах[5]

## Статистика
| Легенда | Легенда                    | Легенда | Легенда                   | Легенда | Легенда    |
| ------- | -------------------------- | ------- | ------------------------- | ------- | ---------- |
| И       | Количество проведённых игр | Штр     | Штрафное время            | +/−     | Плюс-минус |
| Г       | Голы                       | П       | Голевые передачи          | О       | Очки       |
| -       | Статистика неизвестна      | —       | Статистика не учитывалась |         |            |

### Клубная карьера
- a В этом сезоне в «Плей-офф» учитывается статистика игрока в Кубке Надежды.